# Choristella vitrea
Choristella vitrea is een slakkensoort uit de familie van de Lepetellidae. De wetenschappelijke naam van de soort is voor het eerst geldig gepubliceerd in 1971 door Kuroda & Habe.